# Save Me (Listenbee)
Save Me is een nummer van de Amerikaanse producer Listenbee uit 2015, ingezongen door Naz Tokio.
"Save Me" is het eerste nummer dat producer GoonRock uitbracht onder zijn eigen achternaam Listenbee. Voordat hij dit nummer produceerde en schreef hij ook nummers voor LMFAO. "Save Me" werd een hit in Nederland en haalde de 13e positie in de Nederlandse Top 40.

In de videoclip heeft een Afrikaanse jongetje een kip als huisdier. Hij komt een bende tegemoet en ze stelen de kip. De jongetje redt de kip, maar de bende schiet hem dood.